# Hotel Straußen (Bad Mergentheim)

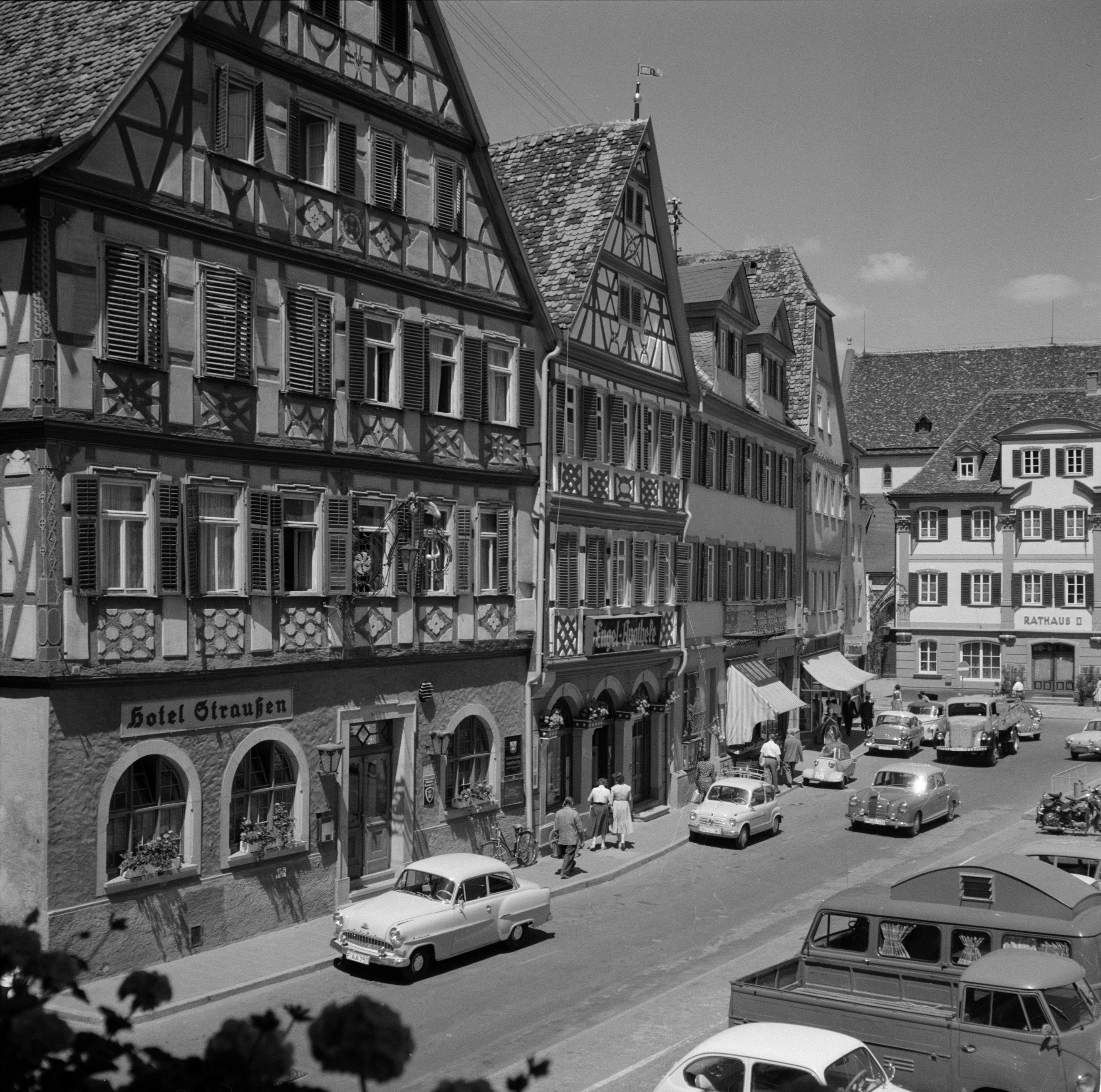
Das Hotel Straußen im Jahr 1960

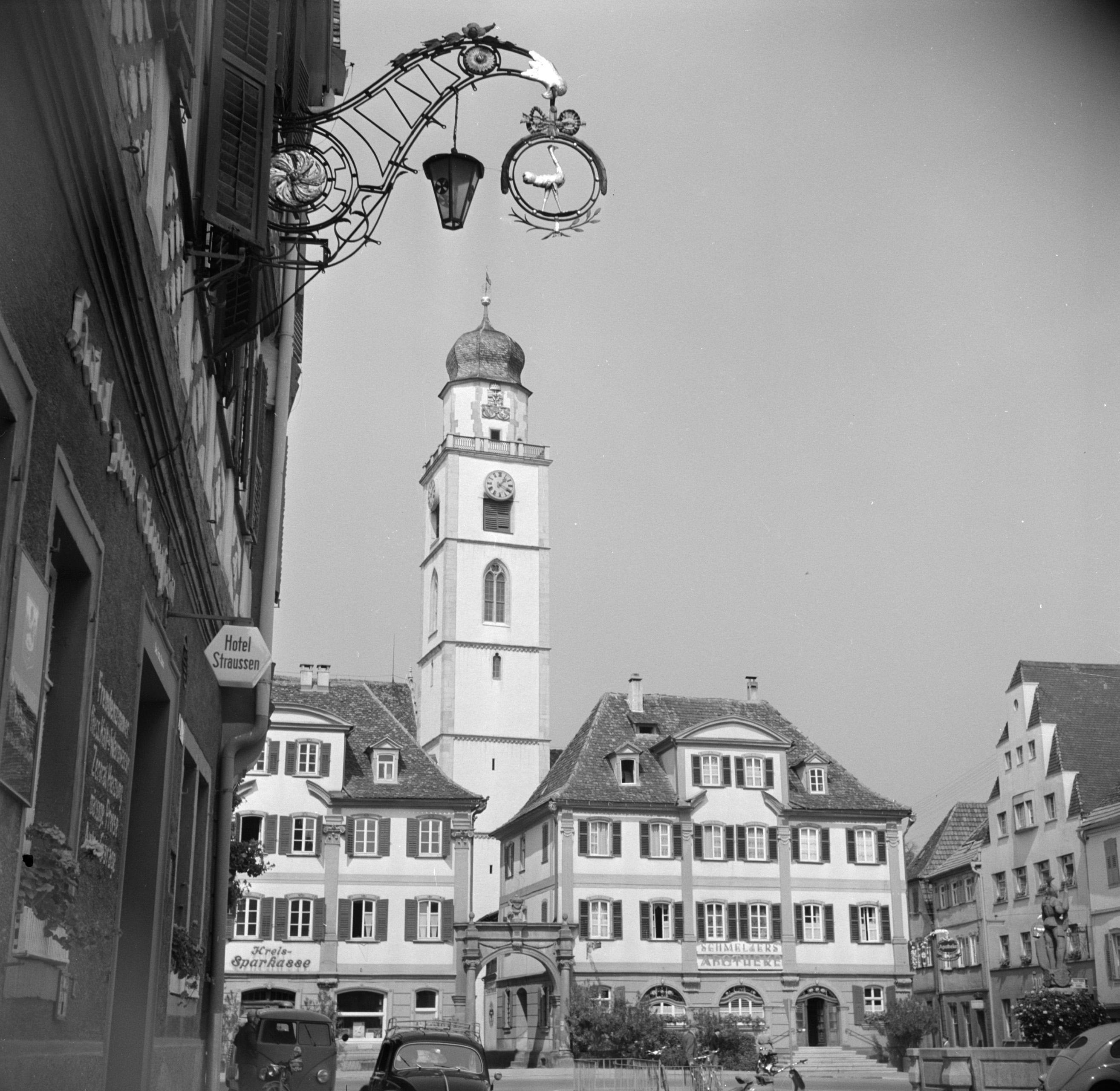
Der Ausleger mit dem Vogel Strauß

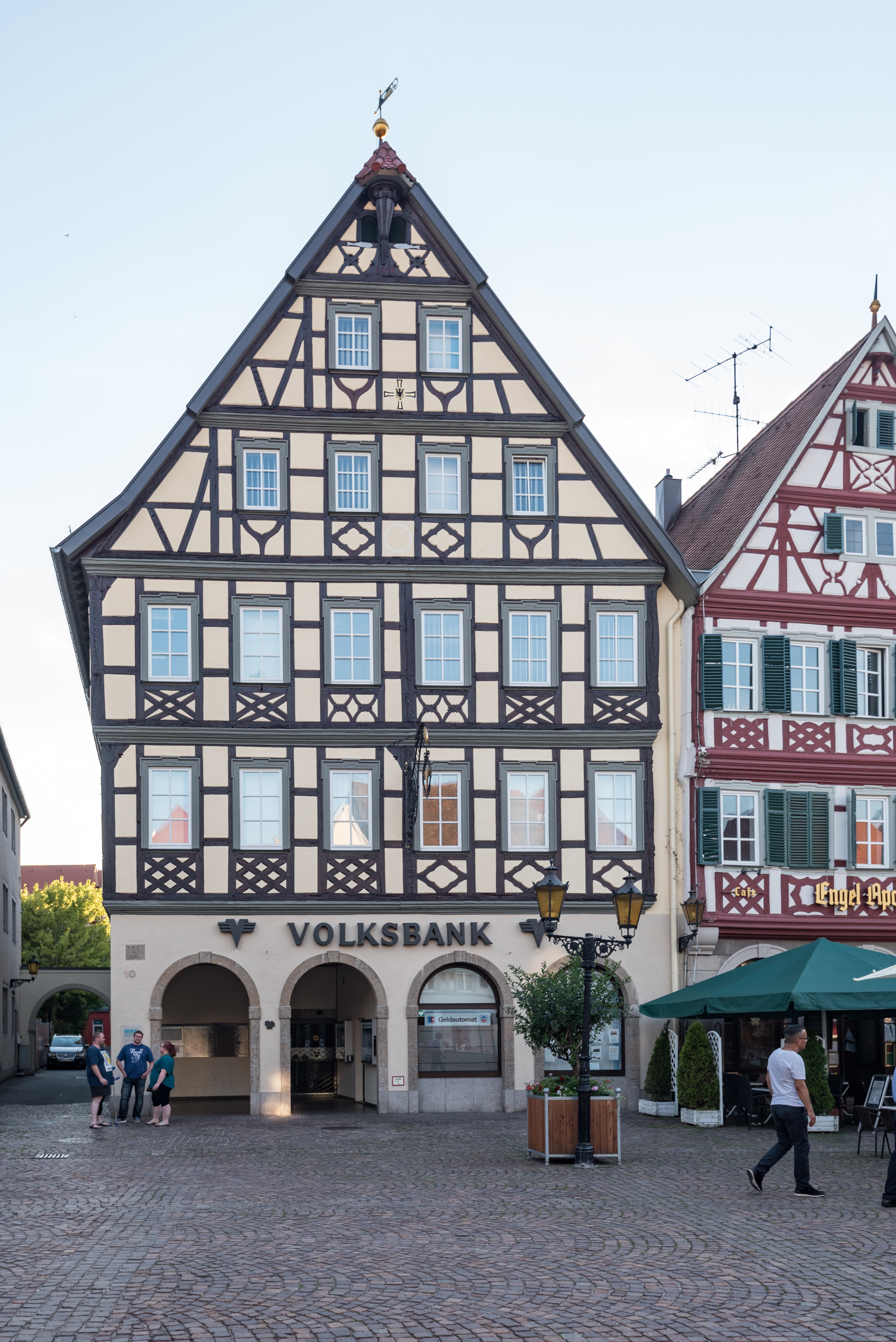
Das umgestaltete Gebäude 2017 als Sitz der Volksbank

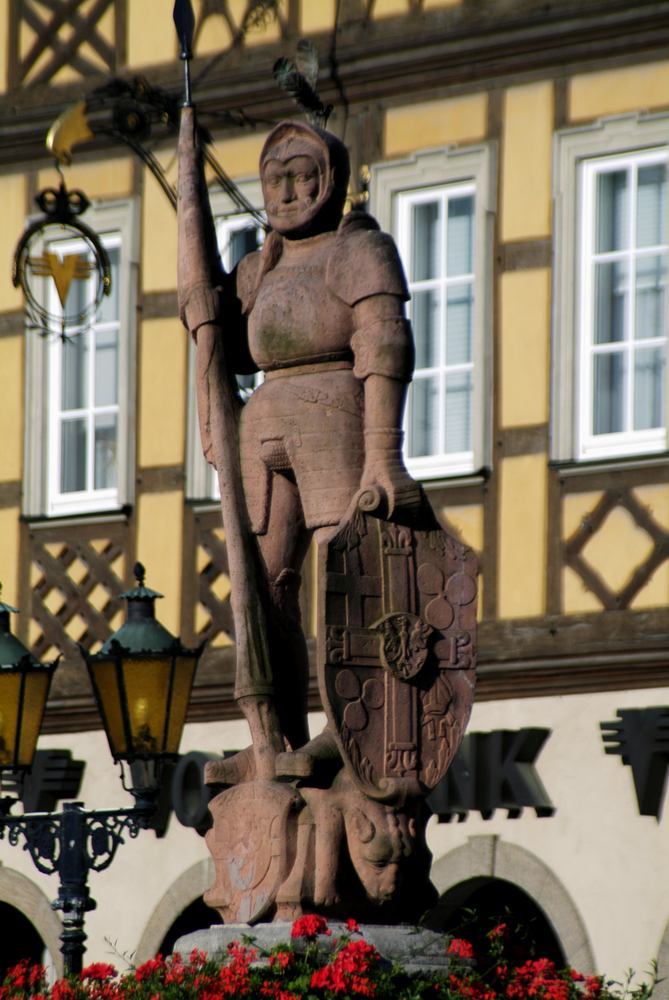
Hinter der Marktbrunnenfigur ist der umgestaltete Ausleger zu erkennen.

Das Hotel Straußen, auch Gasthof zum Straußen, war ein Hotel am Marktplatz von Bad Mergentheim. Das Fachwerkhaus Marktplatz 10, in dem es zuletzt beheimatet war, ist erhalten geblieben und steht unter Denkmalschutz, hat aber starke Veränderungen erfahren.

## Geschichte
Ein Gasthaus „Zum Vogel“, das einer Wirtsfamilie namens Vogel gehörte, ist schon für 1552 belegt und existierte offenbar über mehrere Besitzergenerationen hinweg. 1717 trug es den Namen „Erbschenke zum Vogel“, im Jahr 1720 wurde es umbenannt und nun als Gasthaus „Zum Vogel Strauß“ weitergeführt. In das Haus am Marktplatz wurde der Gasthof im Jahr 1800 verlegt.
Das neue Domizil des Gasthauses stammt wohl zumindest zum Teil aus dem 17. Jahrhundert; ein Inschriftenstein, der darin verbaut ist und die Jahreszahl 1557 trägt, dürfte von einem Vorgängerbau stammen, vielleicht einem mittelalterlichen Wohnturm des Ortsadels. 1660 gehörte dieses Haus dem Ratsschreiber Volprecht Reimer. In der Nachbarschaft, zwei Häuser weiter links, wohnte der Kanzler des Deutschen Ordens Sebastian Poth in einem Gebäude, das heute als „Bierhalshaus“ bezeichnet wird. 1660 tauschten Reimer und Poth aus heute nicht mehr bekannten Gründen ihre Häuser. Sebastian Poth starb 1667 und vererbte das spätere Gasthaus an seinen Verwandten Johann Jacob Poth. Ein späterer Besitzer verkaufte das Bauwerk dann zum Preis von 9000 Gulden an den damaligen Straußenwirt Anton Kobler oder Kober, der sein Gasthaus bis dahin im Sambethschen Eckhaus (Burgstraße 1) betrieben hatte und mit Genehmigung der hoch- und deutschmeisterlichen Regierung nun das Straußenschild an der neu erworbenen Immobilie anbrachte. Der Gasthof erfreute sich im frühen 19. Jahrhundert eines guten Rufes: 1812 übernachtete der Kronprinz Friedrich Wilhelm von Württemberg auf seinem Weg nach Russland in dem Gasthof. 1836 war der Gasthof in den Händen eines Herrn Fleck.
Im Jahr 1877 wurde das Gasthaus vom Pächter Joseph Lüllig betrieben, dessen Sohn Carl damals in diesem Haus geboren wurde. Carl Lüllig hatte allerdings keine gastronomischen Ambitionen, sondern wurde Oberbürgermeister von Schwäbisch Gmünd. Nachdem er 1934 von den Nationalsozialisten aus dem Amt gedrängt worden war, kehrte er nach Mergentheim zurück und verlegte sich auf heimatgeschichtliche Forschungen. Der „Straußen“ war mittlerweile an Joseph Sturm verkauft worden, der im Jahr 1894 40.000 Mark für den Gasthof bezahlt hatte. In den 1920er Jahren wurde das Fachwerk des bis dahin verputzten Hauses freigelegt. Sturms Sohn schließlich baute das Haus zum Hotel um. Dieser Umgestaltung fiel der Saal des Hauses, bislang bei Vereinen wie Militärs beliebt und Austragungsort zahlreicher Feiern wie etwa des Rattenballs der Stadtmusik, zum Opfer. 
1945 wurde das Hotel zum Sitz der amerikanischen Militärverwaltung. Später wurde das Hotel aufwändig saniert; diese Arbeiten waren 1956 abgeschlossen. Doch 1966 wurde die Konzession für das Hotel abgemeldet. Der „Straußen“ stand zehn Jahre lang leer, ehe er für die Nutzung durch die Volksbank um- oder auch neu gebaut wurde. Diese sollte im Dezember 1977 einziehen. 
Der alte Wirtshausausleger ist in veränderter Form erhalten geblieben. Trug er einst einen Vogel Strauß, so zeigt er jetzt das V der Volksbank. In seiner ursprünglichen Gestalt wird er von Margarete Baur-Heinold auf das frühe 19. Jahrhundert datiert. „Nicht mehr Spiralen, Rocaillen und Ranken sind zu reichen Tragarmen verflochten, klare Linien ziehen sich zum Greifenkopf und der Raum dazwischen ist mit starren Mäandern und strengen Rosetten gefüllt“, ist in einer Beschreibung des Straußen-Auslegers zu lesen.
Die Historische Ortsanalyse Bad Mergentheim bescheinigt dem Bauwerk trotz der Veränderungen, die an ihm vorgenommen wurden, es sei „ein gutes Zeugnis für den hohen Gestaltungsanspruch des 16. Jahrhunderts. Als Bestandteil der geschlossenen, historischen Platzrandbebauung“ sei es außerdem „von großer Bedeutung für das historische Erscheinungsbild“ des Bad Mergentheimer Marktplatzes. Das giebelständige, dreigeschossige Haus besitzt ein massiv gemauertes Erdgeschoss, während die leicht vorkragenden Obergeschosse in Fachwerkbauweise errichtet wurden. Zwei Dachgeschossebenen und ein Spitzboden finden unter dem Satteldach mit Schopfwalm Platz. An der östlichen Giebelfassade weist das Gebäude Zierfachwerk mit geschweiften Andreaskreuzen, Rautenmotiven, geschnitzten Eckständern und geohrten Fenstergewänden auf.